# Grauingen
Grauingen ist ein Ortsteil der Gemeinde Calvörde im Landkreis Börde in Sachsen-Anhalt.

## Geografie
Grauingen liegt ca. 8 km westlich von Calvörde. Westlich des Orts liegt der Reuterberg. Als Ortsteil der ehemaligen Gemeinde war der Wohnplatz Kolonie Mannhausen ausgewiesen.

## Geschichte

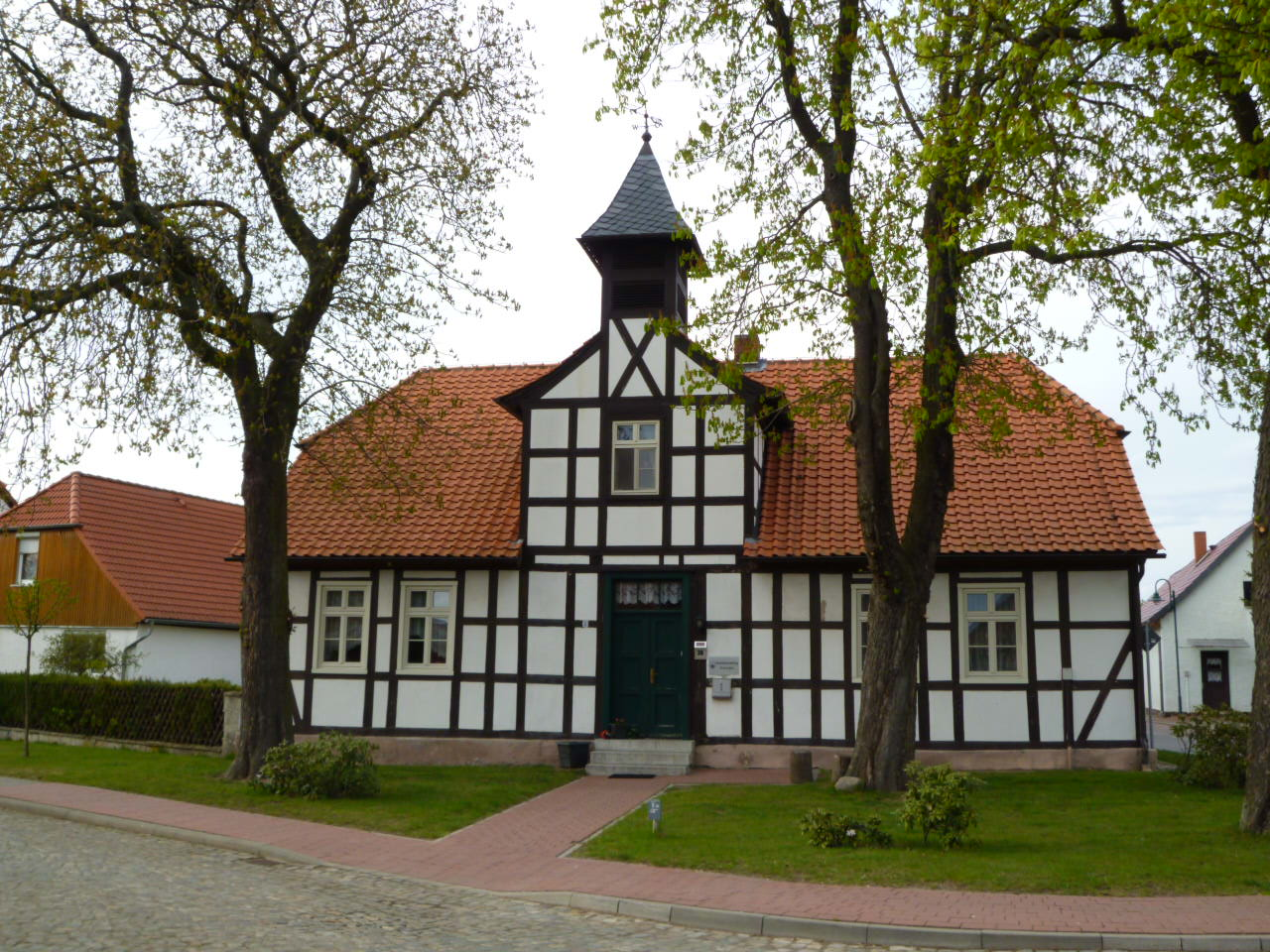
Schulhaus und ehemalige Gemeindeverwaltung

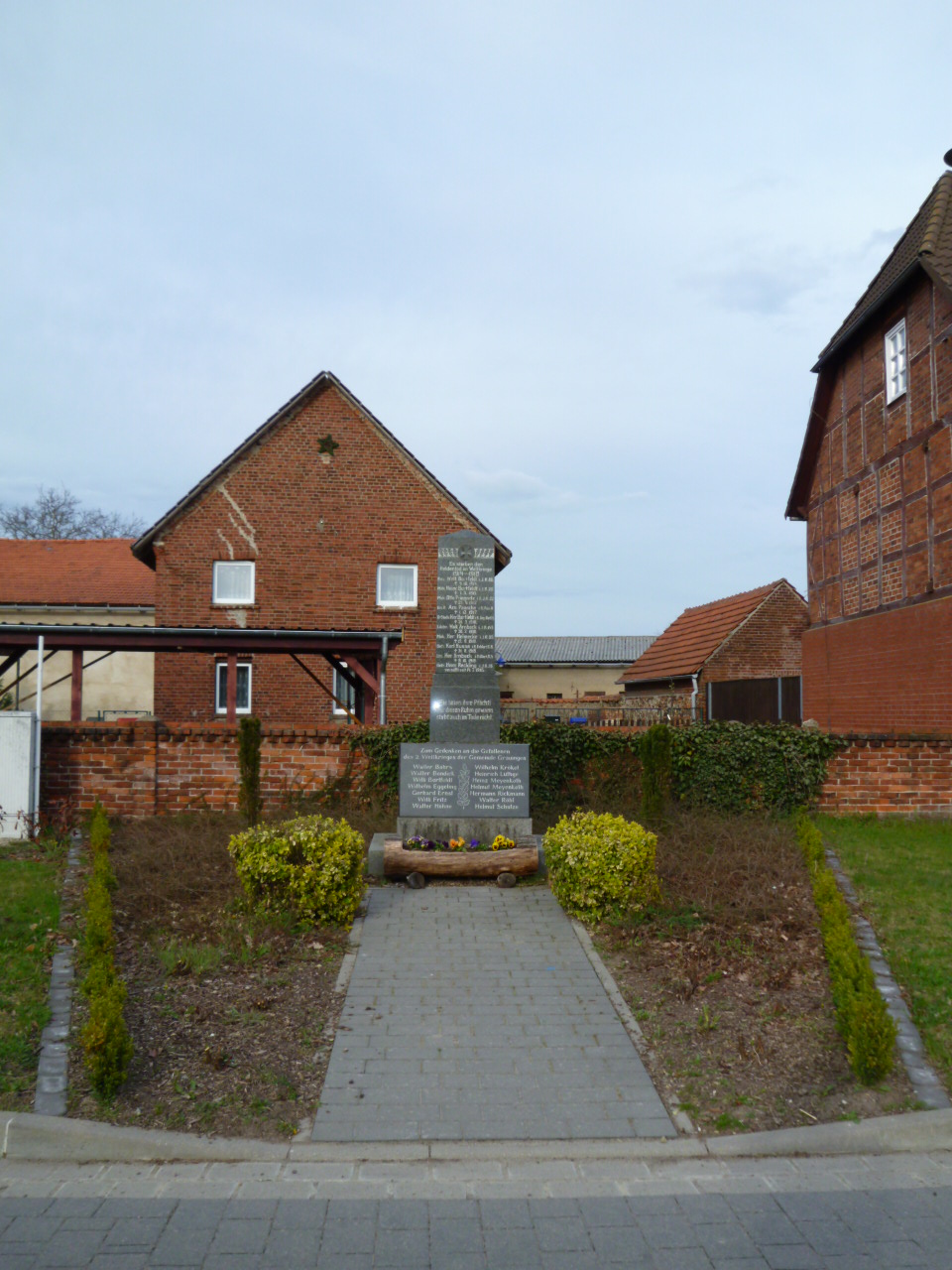
Kriegerdenkmäler

Grauingen wurde bereits in der Chronik der Burg Calvörde erwähnt. In dieser heißt es, dass schon im siebten und achten Jahrhundert diesseits der Ohre neben anderen Orten auch Grauingen liegt. Laut Aussagen einer weiteren Chronik aus sieben Ackerhöfen, acht Kossatenhöfen und fünf Anbauernstellen bestanden haben. Die Anlage des Dorfes in der Form eines Hufeisens lässt erkennen, dass es wendischen Ursprungs ist. Hierfür sprechen auch die noch jetzt vielfach vorhandenen Kopfweiden, die Lieblingsbäume der alten Wenden. Im Jahr 1832, am 13. Juli, wurde fast das ganze Dorf durch eine Feuersbrunst vernichtet. Bis zu dieser Zeit waren alle Dächer mit Stroh gedeckt. Bis zum Jahre 1866 wurde das Dorf Grauingen wieder in Hufeisenform, wie es bis heute noch besteht, errichtet. Um die Jahrhundertwende 1899/1900 bestand das Dorf aus 44 Grundstücken. 1910 wurde der Ort an die elektrische Stromversorgung angeschlossen, am 4. Juli 1910 leuchteten die Lampen zum ersten Mal.
Am 1. Januar 2010 schlossen sich die Gemeinden Grauingen, Berenbrock (mit Elsebeck und Lössewitz), Dorst, Klüden, Mannhausen, Velsdorf, Wegenstedt und Zobbenitz mit dem Flecken Calvörde zur neuen Gemeinde Calvörde zusammen.

### Historische Flurnamen
Innerhalb der Gemarkung von Grauingen gibt es zahlreiche historische Flurnamen wie: Lerchenbreite, Vor dem Baerholz, Frandelbreite, Oben vor dem Bergen, Bierwegstücke, Wolters Busch, Hinterm Kossathenwinkel, Kleine Masche, Am Kirchhof, Rhodenbusch, Kohlgärten, Grasgarten, Krügers Kamp, Kruses Sumpf, Garrbruch.

## Wappen und Flagge
Das Wappen wurde am 3. September 1996 durch das Regierungspräsidium Magdeburg genehmigt.
Blasonierung: „Unter blauem Schildhaupt in Gold eine bewurzelte grüne Eiche mit Eicheln.“
Grauingen führte bis dahin kein offiziell genehmigtes Wappen; auch ist aus Recherchen im Landeshauptarchiv kein kommunales Siegelbild bekannt.
Wahrzeichen Grauingens ist eine im Jahre 1872 auf dem Dorfplatz gepflanzte Friedenseiche. Sie in Verbindung mit dem die Ortsgemarkung durchfließenden Fluss Spetze in das Wappen aufzunehmen, war Beschluss der Gemeinde.
Das Wappen wurde vom Magdeburger Kommunalheraldiker Jörg Mantzsch gestaltet.
Die Flagge der ehemaligen Gemeinde ist Grün und Gelb gestreift mit dem aufgelegten Gemeindewappen.

## Wirtschaft und Infrastruktur

### Verkehr
Zur Bundesstraße 71 die Magdeburg mit Salzwedel verbindet, sind es in östlicher Richtung ca. 15 km.

## Kultur und Sehenswürdigkeiten

### Sehenswürdigkeiten
- Das Schulhaus in Grauingen, am Dorfplatz, steht unter Denkmalschutz
- Kriegerdenkmal für die gefallenen des Ersten und Zweiten Weltkriegs
- Grabstein I auf dem Friedhof
- Grabstein II auf dem Friedhof